# Olle Einarsson
Olle Charlie Georg Einarsson, född 19 februari 2012 i Hägersten i Stockholm, är en svensk barnskådespelare.
Han har bland annat medverkat i filmen Eva & Adam från 2021. Från 2023 medverkar han dessutom i TV-serien Familjen Andersson där han spelar Sune, en av seriens huvudroller.

## Familj
Einarsson är son till barnprogramregissören Marie Lundberg samt yngre bror till skådespelaren Kalle Einarsson. Hans morfar var den tidigare militären och kommunchefen Peter Lundberg.

## Filmografi (i urval)
- 2021 – Eva & Adam
- 2023 – Familjen Andersson (TV-serie)